# ソロモン・ミホエルス
ソロモン・ミハイロヴィチ・ミホエルス（ロシア語: Соломо́н Миха́йлович Михо́элс, 1890年3月4日 - 1948年1月13日）は、ソ連の舞台監督、俳優。ソ連人民芸術家。ユダヤ人反ファシスト委員会（EAK）議長。本名は、シュロイメ・ヴォーフシ（Шло́ймэ Во́вси）。

## 経歴
1919年から舞台に立つ。1925年、モスクワ国立ユダヤ人劇場を設立、1929年にその芸術指導官となった。ミホエルスの最も有名な役名は、リア王（Кроль Лир）、牛乳屋のテヴィエ（Тевье-молочник）だった。1941年、モスクワ劇場学校の教授。
1942年2月、「全世界のユダヤ人人民大衆のファシズムとの闘争への参加」のために創設されたユダヤ人反ファシスト委員会（EAK）の初代議長となった。同委員会には、ピョートル・カピッツァ、セルゲイ・エイゼンシュテイン、サムイル・マルシャーク、イリヤ・エレンブルグ等も参加した。全露劇場協会幹部会議員、芸術職員労働組合中央委員会委員。同時に国家保安機関の職員でもあった。
戦後、EAKの他のメンバーと共に、イスラエル建国に関する情報を収集した。しかし、情報は誤っており、ソ連の軍事援助を得たイスラエルには、親米政権が誕生した。この後、EAKは解散され、その指導者達は弾圧された。ミホエルスは、舞台評論家のV.ゴルベフ＝ポタポフと共に、ソビエト連邦国家保安省のエージェントにより事故を装って暗殺された。

## 親族
- 弟のミロン・ヴォーフシ（ロシア語: Мирон Семенович Вовси、1897年 - 1960年）は、医師で、クレムリンの病院で働き、赤軍主任内科医、ソ連医学アカデミー会員等を務めた。1953年1月に医師団陰謀事件で逮捕されたが、同年4月に釈放された。
- 娘の夫は作曲家ミェチスワフ・ヴァインベルクである。